# Бронтосаур
Бронтосаурус „громовити-гуштер“ (грчки:бронто/βροντη што значи „гром“ и саурус/σαυρος што значи „гуштер“) је заправо измишљена, непостојећа врста диносауруса.
Врсту је „пронашао“ и „описао“ научник Чарлс Марш из америчке државе Вајоминг 1874. године. Наиме, он је пронашао скелет тела, али не и лобању, што му није сметало да прогласи нову врсту којој је дао и назив „громовити гуштер“ јер је животиња била огромна и када је ходала, „земља је подрхтавала“. На нађени скелет ставио је главу камарасауруса. Седамдесетих година прошлог века је из тог разлога повучена регистрација ове врсте. Ревидирана истраживања су закључно са 2015. вратила регистрацију Бронтосауруса као засебан облик диносауруса из рода апатосаурус са нешто ужим вратом и низом карактеристичних специфичности, тако да се може успоставити јасна дистинкција према апатосаурусима.
Броносауруса као биљоједа карактерише дугачак узак врат, са масивним централним телом и дугачким репом као контратежом, процењује се да је одрастао примерак тежио око 15 тона, и да је распон између врха главе и краја репа могао бити и до 22 метра док је висина трупа била око 4.5метра (нешто нижа у односу на сродне врсте). 

## Галерија
- Реконструкција бронтосауруса
- Илустрација бронтосауруса из 1897. године
- Бронтосаурус на маркици иѕ Румуније